# Carlos Vizziello Pilisi
Carlos Alberto Vizziello Pilisi (Santa Fe (Argentina), 1949) és un músic argentí establert a Espanya. Estudià piano al seu país i formà part del Quinteto Santa Fe, després anomenat Quintaesencia, on va tocar el baix. El 1972 va marxar de l'Argentina i es va establir a Espanya, on inicialment tocava el baix però després va conèixer Manuel Summers i va començar a compondre bandes sonores de pel·lícules. Posteriorment treballà per a Televisió Espanyola, on va compondre la música de programes com Los mundos de Yupi o El día que me quieras. El 1994 fou encarregat per Walt Disney del doblatge de les pel·lícules amb veus hispanes.

## Bandes sonores (selecció)
- Yo la vi primero (1974)
- Amor casi... libre (1976)
- Sentados al borde de la mañana, con los pies colgando (1978)
- ¿Pero no vas a cambiar nunca, Margarita? (1978)
- Apaga ... y vámonos (1981)
- To er mundo é... mejó! (1982)
- Me hace falta un bigote (1986)

## Premis
35a edició de les Medalles del Cercle d'Escriptors Cinematogràfics
| Categoria     | Pel·lícula                                            | Resultat  |
| ------------- | ----------------------------------------------------- | --------- |
| Millor música | Sentados al borde de la mañana, con los pies colgando | Guanyador |